# Langrend under vinter-OL 2018 – holdsprint – Herrer
Herrernes holdsprint i langrend under vinter-OL 2018 er i fri stil og bliver afviklet på Alpensia Cross-Country Centre den 21. februar 2018. 

## Konkurrencen
Herrernes holdsprint er en konkurrence, der løbes på den samme 1,8 km bane, som herrernes sprint. Hvert hold består af to løbere, der skiftes til at løbe en omgang. I alt løbes der seks omgange, hvilket giver tre omgange pr. skiløber. Konkurrencen starter med semifinalerne, hvor de to bedste går videre til finalen sammen med de seks bedste tider, der ellers ikke er kvalificeret. I finalen er det placeringerne, der fordeler medaljerne. 

## Resultat

### Semifinaler

#### Semifinale 1
| Placering | Startnummer | Nation                        | Navn                                       | Tid      | Kvalificeret |
| --------- | ----------- | ----------------------------- | ------------------------------------------ | -------- | ------------ |
| 1         | 15          | Olympiske atleter fra Rusland | Denis Spitsov Aleksandr Bolshunov          | 15:58,84 | Q            |
| 2         | 16          | Sverige                       | Marcus Hellner Calle Halfvarsson           | 15:58,99 | Q            |
| 3         | 19          | Tyskland                      | Sebastian Eisenlauer Thomas Bing           | 16:00,55 | LL           |
| 4         | 18          | Finland                       | Martti Jylhä Ristomatti Hakola             | 16:01,41 | LL           |
| 5         | 20          | Tjekkiet                      | Martin Jakš Aleš Razým                     | 16:08,78 | LL           |
| 6         | 17          | Storbritannien                | Andrew Musgrave Andrew Young               | 16:30,62 |              |
| 7         | 21          | Hviderusland                  | Michail Semenov Yury Astapenka             | 16:32,31 |              |
| 8         | 22          | Østrig                        | Bernhard Tritscher Dominik Baldauf         | 16:43,69 |              |
| 9         | 24          | Rumænien                      | Paul Constantin Pepene Alin Florin Cioancă | 16:52,38 |              |
| 10        | 25          | Spanien                       | Imanol Rojo Martí Vigo del Arco            | 16:59,83 |              |
| 11        | 26          | Slovenien                     | Miha Šimenc Janez Lampič                   | 17:24,79 |              |
| 12        | 28          | Litauen                       | Mantas Strolia Modestas Vaičiulis          | 17:41,73 |              |
| 13        | 27          | Sydkorea                      | Kim Magnus Kim Eun-ho                      | 17:56,71 |              |
| 14        | 23          | Tyrkiet                       | Ömer Ayçiçek Hamza Dursun                  | 18:45,78 |              |

#### Semifinale 2
| Placering | Startnummer | Nation     | Navn                                          | Tid      | Kvalificeret |
| --------- | ----------- | ---------- | --------------------------------------------- | -------- | ------------ |
| 1         | 1           | Norge      | Martin Johnsrud Sundby Johannes Høsflot Klæbo | 16:03,97 | Q            |
| 2         | 4           | Frankrig   | Maurice Manificat Richard Jouve               | 16:04,45 | Q            |
| 3         | 6           | USA        | Erik Bjornsen Simi Hamilton                   | 16:04,69 | LL           |
| 4         | 3           | Italien    | Dietmar Nöckler Federico Pellegrino           | 16:07,19 | LL           |
| 5         | 7           | Canada     | Len Väljas Alex Harvey                        | 16:07,24 | LL           |
| 6         | 2           | Schweiz    | Roman Furger Dario Cologna                    | 16:10,52 |              |
| 7         | 10          | Polen      | Dominik Bury Maciej Staręga                   | 16:21,83 |              |
| 8         | 5           | Kasakhstan | Denis Volotka Alexey Poltoranin               | 16:30,10 |              |
| 9         | 8           | Estland    | Marko Kilp Karel Tammjärv                     | 16:30,30 |              |
| 10        | 11          | Ukraine    | Andrii Orlyk Oleksii Krasovskyi               | 17:32,50 |              |
| 11        | 12          | Slovakiet  | Peter Mlynár Andrej Segeč                     | 17:34,12 |              |
| 12        | 9           | Bulgarien  | Yordan Chuchuganov Veselin Tzinzov            | 17:38,26 |              |
| 13        | 13          | Australien | Callum Watson Phillip Bellingham              | 17:38,36 |              |
| 14        | 14          | Kina       | Wang Qiang Sun Qinghai                        | 18:11,95 |              |

#### Finale
| Placering | Startnummer | Nation                        | Navn                                          | Tid      | Tidsdiff. |
| --------- | ----------- | ----------------------------- | --------------------------------------------- | -------- | --------- |
| 1         | 1           | Norge                         | Martin Johnsrud Sundby Johannes Høsflot Klæbo | 15:56,26 | —         |
| 2         | 15          | Olympiske atleter fra Rusland | Denis Spitsov Aleksandr Bolshunov             | 15:57,97 | +1,71     |
| 3         | 4           | Frankrig                      | Maurice Manificat Richard Jouve               | 15:58,28 | +2,02     |
| 4         | 16          | Sverige                       | Marcus Hellner Calle Halfvarsson              | 15:59,33 | +3,07     |
| 5         | 3           | Italien                       | Dietmar Nöckler Federico Pellegrino           | 16:14,81 | +18,55    |
| 6         | 6           | USA                           | Erik Bjornsen Simi Hamilton                   | 16:16,98 | +20,72    |
| 7         | 20          | Tjekkiet                      | Martin Jakš Aleš Razým                        | 16:24,83 | +28,57    |
| 8         | 7           | Canada                        | Len Väljas Alex Harvey                        | 16:31,86 | +35,60    |
| 9         | 18          | Finland                       | Martti Jylhä Ristomatti Hakola                | 16:32,30 | +36,04    |
| 10        | 19          | Tyskland                      | Sebastian Eisenlauer Thomas Bing              | 16:42,20 | +45,94    |

## Medaljeoversigt
| Event             | Guld                                                    | Sølv                                                                | Bronze                                       |
| ----------------- | ------------------------------------------------------- | ------------------------------------------------------------------- | -------------------------------------------- |
| Holdsprint Herrer | Norge · Martin Johnsrud Sundby · Johannes Høsflot Klæbo | Olympiske atleter fra Rusland · Denis Spitsov · Aleksandr Bolshunov | Frankrig · Maurice Manificat · Richard Jouve |

## Eksterne Henvisninger
- Langrend Arkiveret 27. december 2017 hos  Wayback Machine på pyeongchang2018.com
- Det internationale skiforbund på fis-ski.com